# Powderfinger (Lied)
Powderfinger ist ein Lied von Neil Young, das 1979 auf dem Album Rust Never Sleeps veröffentlicht wurde.
2014 wurde es im Rolling-Stone-Sonderheft Neil Young als sein bester Song ausgezeichnet. Die australische Rockband Powderfinger benannte sich nach diesem Lied.  
Auf der Liste der 500 besten Songs aller Zeiten des Rolling Stone steht es auf Platz 450, auf der Liste der besten Neil Young Songs steht es auf Platz 1.

## Text

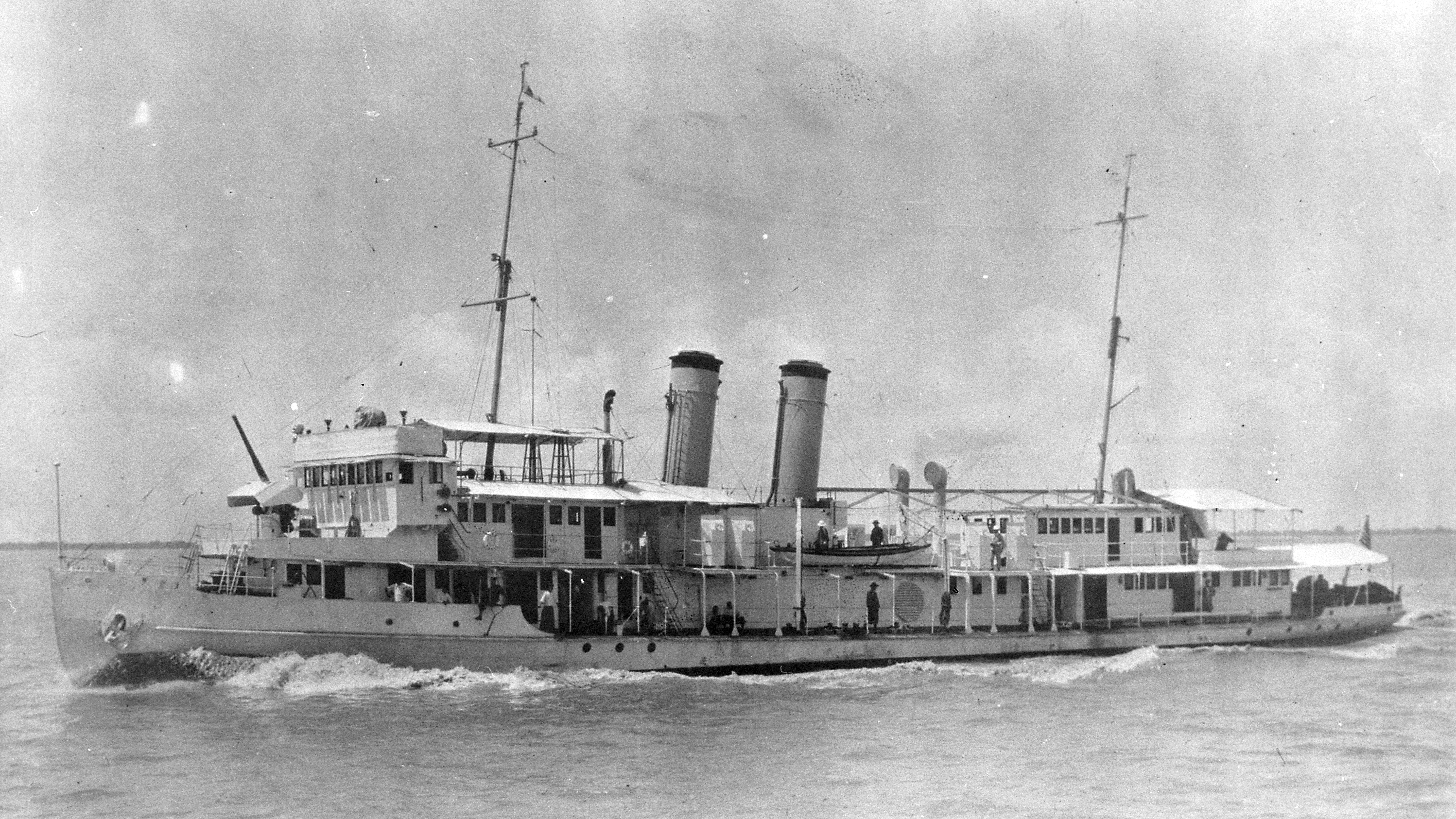
Ein Flusskanonenboot

Powderfinger ist der erste Song auf der zweiten, elektrischen, Seite von Rust Never Sleeps. 
Es wird die Geschichte eines 22-jährigen Mannes erzählt, der allein zuhause am Fluss ist, als ein Kanonenboot herannaht. Sein Vater ist fort und sein Bruder beim Jagen. Er meint, sich verteidigen zu müssen und nimmt das Gewehr des Vaters. Als ein erster Schuss fällt, kann er zwar noch zielen, wird aber getötet: 

„Dann sah ich schwarz und mein Gesicht spritzte in den Himmel.“

Im Tod sieht er es als Fehlentscheidung, das Gewehr verwendet zu haben: 

„Schütze mich vor dem Pulver und dem Finger

Bedecke mich mit dem Gedanken, der abdrückte.“

Der Liedname Powderfinger bezieht sich also auf das Pulver und den Finger, der die fatale Entscheidung ausführte, die zum Tod des Erzählers führte.

## Geschichte

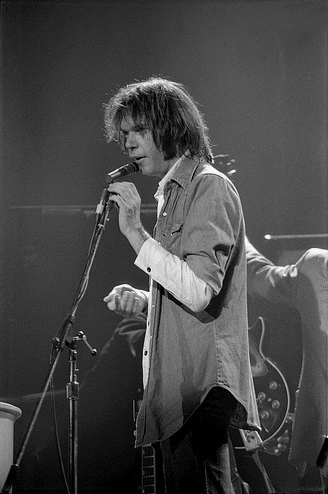
Neil Young (1976)

Young nahm im September 1975 einen Solo-Akustik-Version von Powderfinger auf, in den Indigo Studios in Malibu (Kalifornien). Er wollte es ursprünglich für sein 1977 geplantes, dann aber unveröffentlicht gebliebenes Album Chrome Dreams verwenden.
Später schickte er das Band seinem Freund Ronnie Van Zant von Lynyrd Skynyrd, die den Song auf ihrem nächsten Album verwenden wollten. Van Zant starb jedoch im Oktober 1977 bei einem Flugzeugabsturz und Lynyrd Skynyrd nahmen den Song nie auf.
Young spielte dann das Lied mit seiner Begleitband Crazy Horse neu ein.

## Musiker
- Neil Young: Gesang und Lead-Gitarre
- Youngs Begleitband Crazy Horse: 
  - Frank "Poncho" Sampedro: Gitarre, Hintergrundgesang
  - Billy Talbot: Bass, Hintergrundgesang
  - Ralph Molina: Schlagzeug, Hintergrundgesang

## Rezeption
Allmusic-Kritiker Jason Ankeny schrieb: 

„Obwohl die lebendig-poetische Erzählung Powderfinger an traditionelles Volksgeschichtenerzählen erinnert, ist die Aufnahme mit Crazy Horse pure Rockmusik, und Youngs fesselnde Gitarrensoli vervollständigen das Stück um mythische Proportionen, bis der Song seinen erschütternden Höhepunkt erreicht.“

Autor Johnny Rogan beschrieb es als eins von „Youngs großen erzählenden Liedern“ und „fast filmisch in der Ausführung“.
2021 wurde das Lied vom Rolling Stone auf Platz 1 der 100 Greatest Neil Young Songs gesetzt.

## Coverversionen (Auswahl)
- 1985: Beat Farmers
- 1990: Cowboy Junkies
- 2004: Rusted Root